# 蘇瓦尼區
蘇瓦尼區（法語：Arrondissement de Soignies）是比利时瓦隆大区埃諾省的一个区。該區轄有6個市鎮，面積354.92平方公里，2020年人口為105145人。

## 市鎮
蘇瓦尼區下辖以下市鎮：

### 2019年起
- 布赖讷勒孔特（Braine-le-Comte）
- 埃科西讷（Écaussinnes）
- 勒勒（Le Roeulx）
- 马纳日（Manage）+
- 苏瓦尼（Soignies）
- 瑟内夫（Seneffe）+

### 2019年之前
- 布赖讷勒孔特（Braine-le-Comte）
- 埃科西讷（Écaussinnes）
- 昂吉安（Enghien）-
- 拉卢维耶尔（La Louvière）-
- 勒勒（Le Roeulx）
- 莱西讷（Lessines）-
- 锡利（Silly）-
- 苏瓦尼（Soignies）

2019年1月1日，该区的昂吉安、莱西讷和锡利划至阿特区，拉卢维耶尔从该区划出并与原蒂安區的班什、埃斯蒂讷和莫尔朗韦组建拉卢维耶尔区，而沙勒罗瓦区的马纳日和瑟内夫则划入该区。